# Armand von Lucadou
Paul Armand von Lucadou (* 15. Juni 1826 in Berlin; † 23. September 1911 in Baden-Baden) war ein preußischer Generalleutnant.

## Leben

### Herkunft
Er war der Sohn des späteren preußischen Generalleutnants Franz von Lucadou (1783–1860) und dessen Ehefrau Elisabeth Marie Luise, geborene Johannot d’Echendens (1798–1869).

### Militärkarriere
Lucadou besuchte das technische Institut des Dr. Hahn und das Friedrichs-Gymnasium in Breslau. Anschließend studierte er Rechtswissenschaften an den Universitäten in Breslau und Heidelberg mit dem Ziel, eine Verwaltungslaufbahn einzuschlagen. Am 1. April 1844 trat er als Einjährig-Freiwilliger in die 2. Schützen-Abteilung der Preußischen Armee ein. Mit seiner Entlassung zur Reserve wurde Lucadou zum I. Bataillon des 10. Landwehr-Regiments versetzt.
Vom 1. April 1847 an war er als Auskultator beim Landgericht Berlin tätig. Als Sekondeleutnant der Reserve nahm Lucadou anlässlich der revolutionären Unruhen 1848 an der Niederschlagung des Aufstandes in Posen sowie 1849 der Straßenkämpfe in Breslau teil. Auf Anregung seines Vaters entschloss er sich aktiver Offizier zu werden. Lucadou wurde daher am 7. Mai 1850 in das aktive Dienstverhältnis übernommen und als Sekondeleutnant mit Patent vom 26. April 1850 im 11. Infanterie-Regiment angestellt. Dort fungierte er ab dem 6. März 1852 als Adjutant des II. Bataillons und absolvierte von Oktober 1854 bis Juli 1857 zur weiteren Ausbildung die Allgemeine Kriegsschule. Als Premierleutnant war Lucadou Kompanieführer in seinem Regiment, bis er Anfang Mai 1860 zur Topographischen Abteilung des Großen Generalstabes kommandiert wurde. Mit der Beförderung zum Hauptmann erfolgte Ende Dezember 1860 seine Versetzung in die Adjutantur und Lucadou wurde persönlicher Adjutant des Kronprinzen Friedrich Wilhelm von Preußen. Diesen begleitete er 1864 im Krieg gegen Dänemark und erhielt für sein Verhalten beim Sturm auf die Düppeler Schanzen den Roten Adlerorden IV. Klasse mit Schwertern.
Am 24. Dezember 1865 wurde Lucadou Major im Großen Generalstab. Als Militärattaché entsandte man ihn von Mai bis Dezember 1866 zur Italienischen Armee und während dieser Zeit nahm Lucadou im italienischen Hauptquartier am Feldzug gegen Österreich teil. König Viktor Emanuel II. würdigte ihn im Oktober 1866 durch die Verleihung des Kommandeurkreuzes des Militärordens von Savoyen. Nach seiner Rückkehr wurde Lucadou Ende des Jahres zum diensttuenden Flügeladjutanten von König Wilhelm I. ernannt und in dieser Stellung im März 1868 zum Oberstleutnant befördert. Im April 1868 begleitete er den Kronprinzen anlässlich der Vermählungsfeierlichkeiten des Kronprinzen Umberto nach Italien. Im Großen Hauptquartier nahm Lucadou während des Krieges gegen Frankreich 1870/71 an den Kämpfen bei Gravelotte, Beaumont, Sedan und Le Bourget sowie der Belagerung von Paris teil. Er wurde mit dem Eisernen Kreuz II. Klasse und dem Ritterkreuz des Königlichen Hausordens von Hohenzollern mit Schwertern ausgezeichnet sowie am 18. Januar 1871 zum Oberst befördert. Unter Belassung in seiner Stellung als Flügeladjutant war Lucadou vom 20. Juni 1871 bis zum 10. Februar 1875 Kommandeur des Königin Augusta Garde-Grenadier-Regiments Nr. 4. Anschließend wurde er zum Kommandanten von Frankfurt am Main ernannt und in dieser Stellung am 18. April 1875 zum Generalmajor sowie am 30. März 1881 zum Generalleutnant befördert. Am 27. September 1883 verlieh ihm Großherzog Ludwig IV. das Komturkreuz I. Klasse mit Krone und Schwertern des Verdienstordens Philipps des Großmütigen. In Genehmigung seines Abschiedsgesuches wurde Lucadou am 26. März 1884 mit der gesetzlichen Pension zur Disposition gestellt.
Nach seiner Verabschiedung würdigte ihn Wilhelm II. durch die Verleihung des Roten Adlerordens I. Klasse mit Eichenlaub und Schwertern. Außerdem erhielt er am 1. Januar 1902 noch die Erlaubnis zum Tragen der Uniform des Königin Augusta Garde-Grenadier-Regiments Nr. 4. Nach seinem Tod wurde Lucadou auf dem Invalidenfriedhof in Berlin bestattet.

### Familie
Lucadou hatte sich am 14. März 1874 in Wiesbaden mit Hildegard Franziska Marie Friederike Pauly (1840–1918) verheiratet. Aus der Ehe ging die Tochter Hildegard (* 1875) hervor, die am 24. November 1892 in Berlin den späteren preußischen General der Infanterie Dietrich von Hülsen-Haeseler (1852–1908) ehelichte.